# アドルフォ・ギアール
アドルフォ・ギアール（Adolfo Guiard Larrauri、1860年8月10日 - 1916年3月8日）はスペインのバスク地方、ビルバオ生まれの画家である。バスク地方で活動し、印象派のスタイルの絵画を描いた。

## 略歴
バスク州のビルバオでフランス人の写真家、アルフォンス・ギアール(Alphonse Guiard)とその妻フリアナ・ラウラリ(Juliana Larrauri)の子供に生まれた。ビルバオの画家レクオーナ(Antonio Lecuona)に学んだ後、16歳の時、バルセロナに移り、ラモン・マルティ・アルシーナに学んだ。1878年にパリに出て私立の美術学校、アカデミー・コラロッシで、ピエール＝ポール＝レオン・グレイズ(Pierre-Paul-Léon Glaize)に学び、エドガー・ドガのような新進の才能ある画家たちと知り合った。
1886年にビルバオに戻り、翌年、ビルバオの文化協会(Sociedad Bilbaína)の本部の装飾画を描く注文を得た。バスク州のバキオに工房を開き、その年個展を開いた 。個展の評価は初め否定的なものであったがビルバオ出身の哲学者、ミゲル・デ・ウナムーノからは称賛された。1890年に
1890年にムルエタ(Murueta)に移り風景画を多く描くようになった。1900年頃はしばらくデウストで暮らし、ビルバオで初めて開かれた現代美術の展覧会に出展し、批評は依然として否定的であったが観客の人気は得られた。アルテアに移り、アンセルモ・ギネア(Anselmo Guinea)と共同でスタジオを開いた 。1902年にパリの画廊で、スペイン画家たちと展覧会を開いた。1908年からビルバオの風刺雑誌、「El Coitao」に挿絵を描くようになった。1911年にバスク芸術家協会(Asociación de Artistas Vascos)が結成され、最初の展覧会に参加したが、会員になることは無かった。
1916年にビルバオで死去した。

## 作品

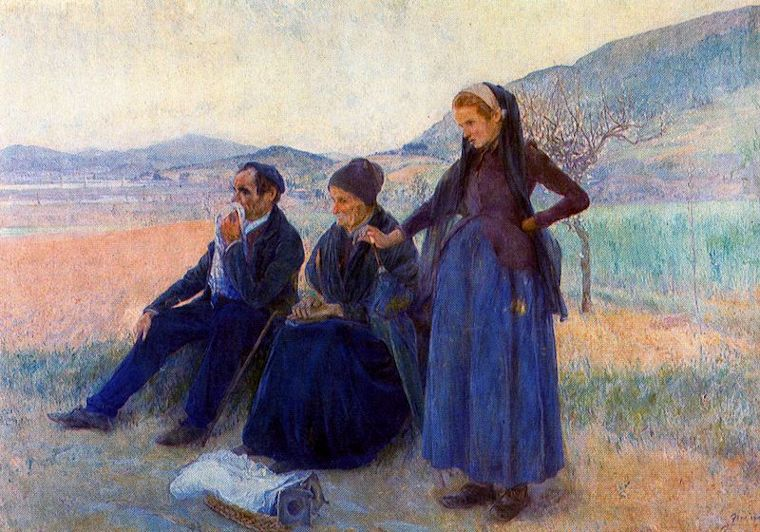
De Promesa
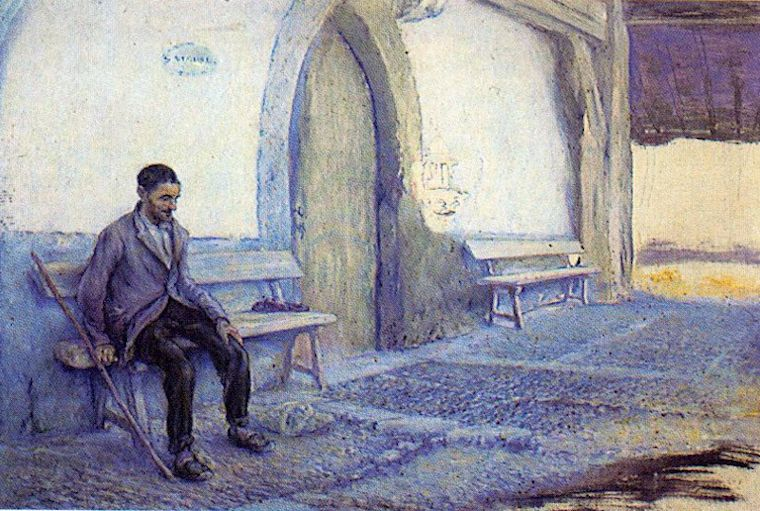
流れ者
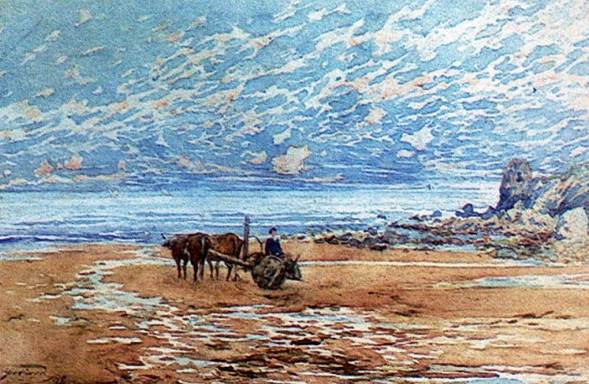
バキオの海岸

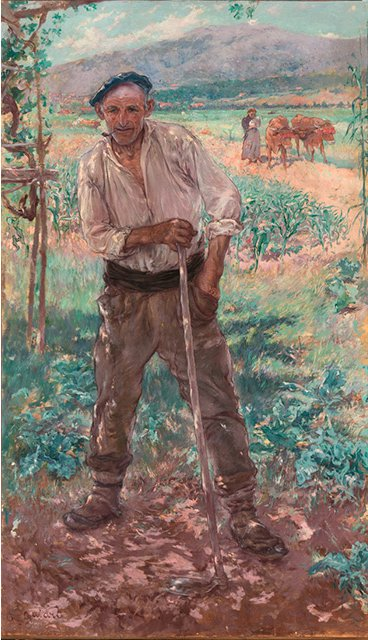
バキオの村人　(1886)
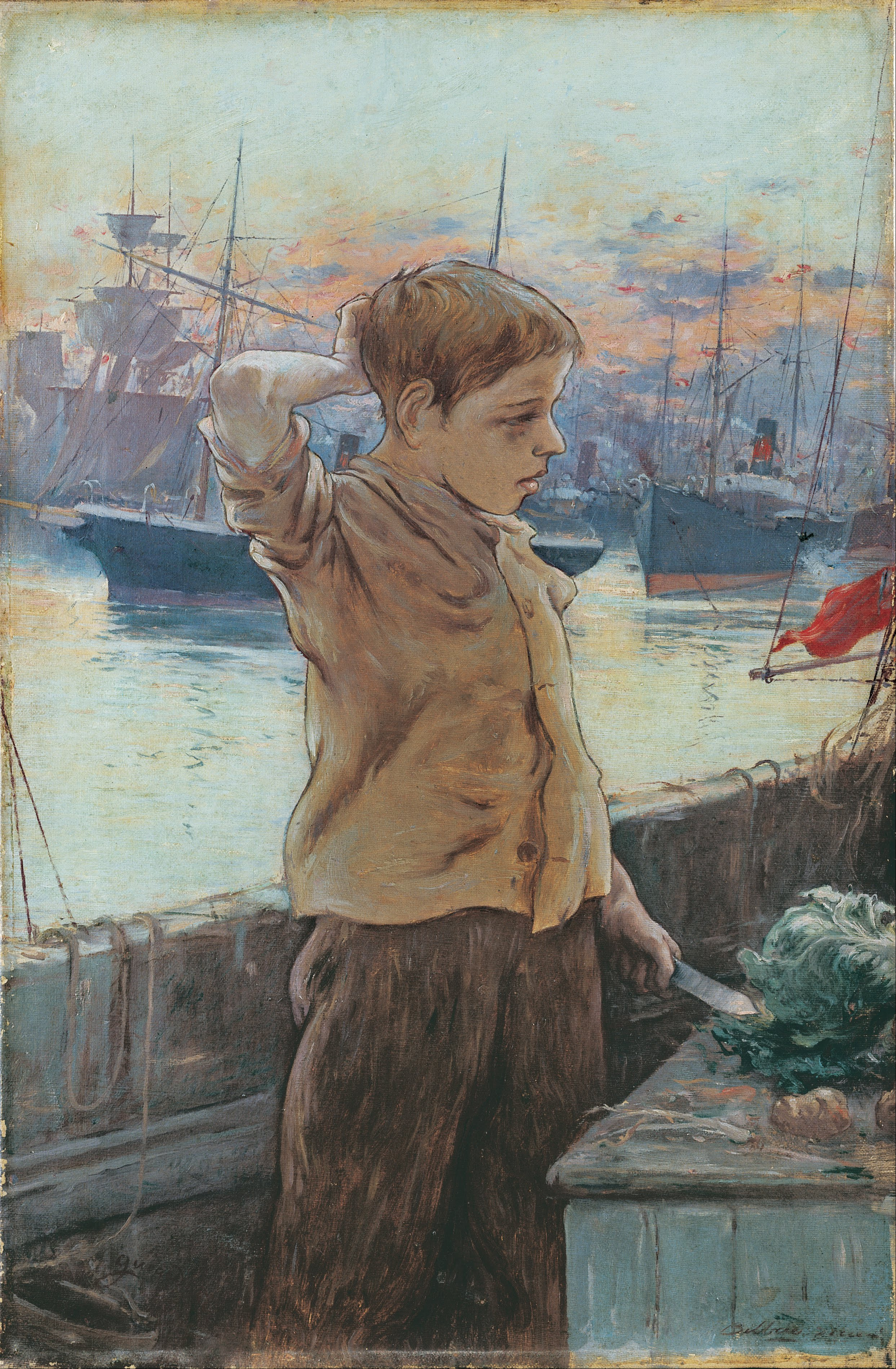
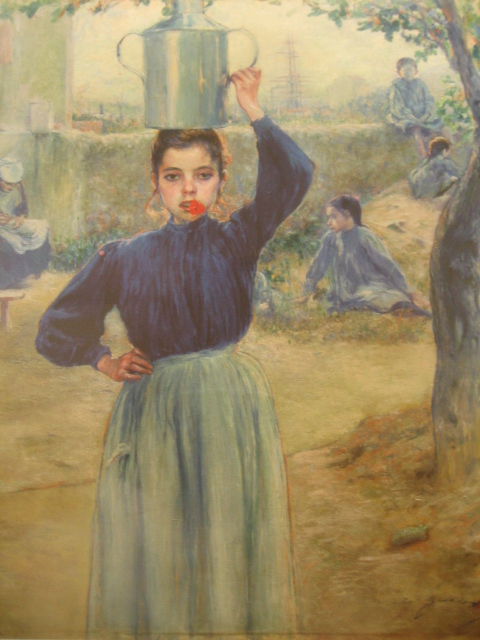

## 関連図書
- Javier González de Durana, Adolfo Guiard: el primer artista moderno, Muelle de Uribitarte, 2009 ISBN 978-84-936045-6-1